# Scoloplax dicra
Scoloplax dicra és una espècie de peix de la família Scoloplacidae i de l'ordre dels siluriformes.

## Morfologia
- Els mascles poden assolir 1,4 cm de longitud total.[1][2]

## Hàbitat
És un peix d'aigua dolça i de clima tropical (25 °C-30 °C).

## Distribució geogràfica
Es troba a Sud-amèrica: conques dels rius Amazones i Paraguai.